# Christus Koningkerk (Wetteren)

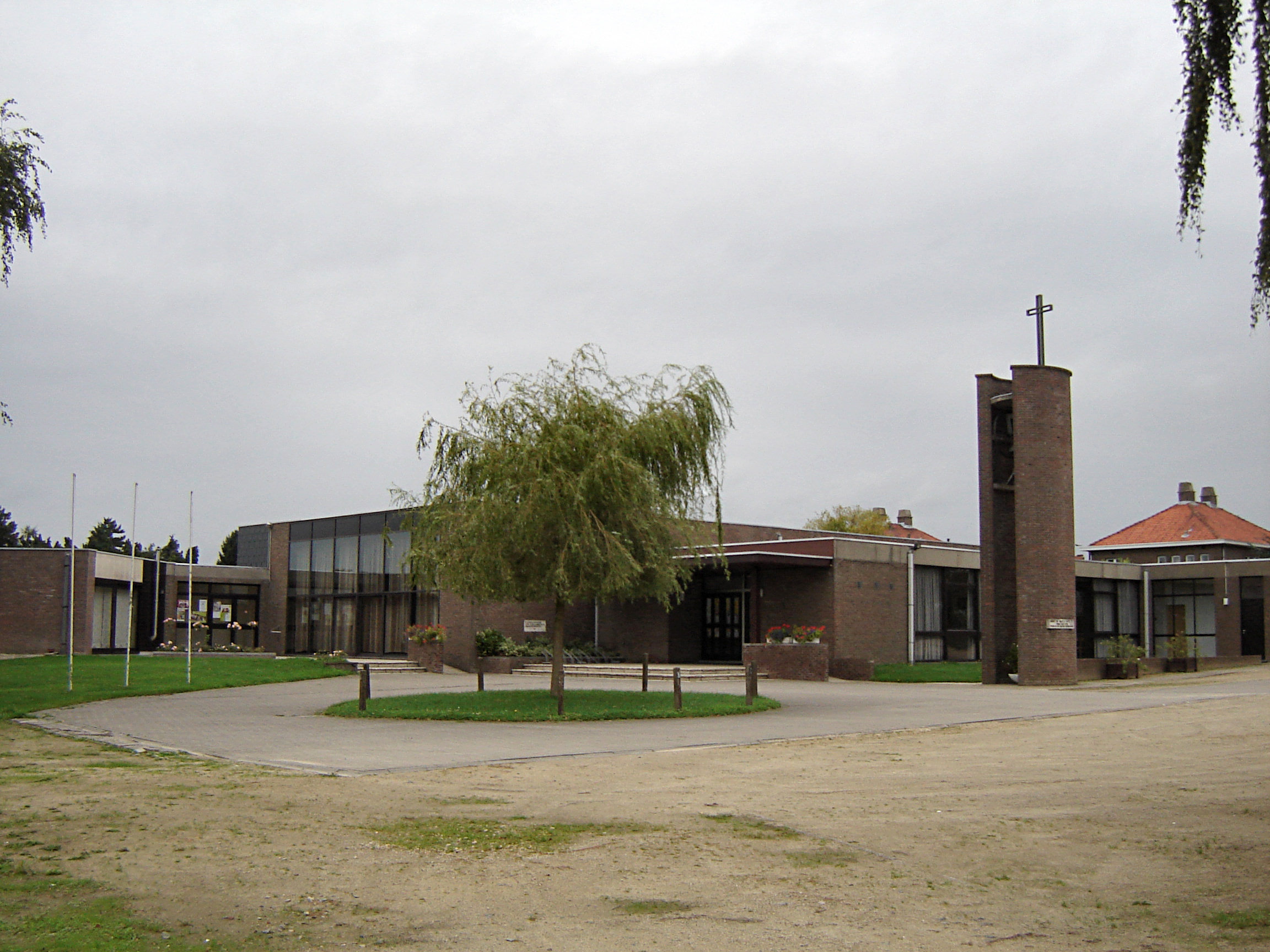
Christus Koningkerk

De Christus Koningkerk is een parochiekerk in de Oost-Vlaamse plaats Wetteren, gelegen aan de Oude aardeweg 39A.

## Geschiedenis
Vanwege de sinds de jaren '50 van de 20e eeuw toenemende bevolking van het gehucht Boskant werden er vanaf 1965 missen opgedragen in de school van de Zusters van Barmhartigheid. In 1971 werd een zelfstandige parochie opgericht en in 1974 kwam een kerkgebouw tot stand.

## Gebouw
Het betreft een sober bakstenen gebouw onder een laag plat dak. Naast de kerk vindt men een vrijstaande open klokkentoren waarop zich een kruis bevindt. Deze toren werd geschonken door de familie De Waele ter herdenking van hun in 1972 overleden dochter.